# José Miguel Redin
José Miguel Redin (Pamplona, 25 de mayo de 1969) más conocido como Joxemi; es guitarrista de los grupos españoles Descarga, Ska-P, No-Relax y recientemente integrante del grupo Lendakaris Muertos y también productor musical. Nació en Pamplona, pero se crio en Larraga, pueblo de Navarra (España).
Según afirma en la página de Ska-P, su afición por la música comenzó cuando él tenía 12 años de edad cuando le llegó un disco de The Beatles, lo que le hizo tomarle el gusto a la música. Luego comenzó a escuchar grupos como The Ramones, Sex Pistols, The Clash, Dead Kennedys, y le comenzó a gustar la música Punk.
En 1990, en su pueblo Larraga formaron un grupo de estilo punk-rock con toques más roqueros, Descarga se llamaba.
Luego conoció a los integrantes de Ska-p. Llevó al local de ensayo dos temas para tocar, uno de ellos muy importante para los comienzos de la banda: «Como un rayo», tema dedicado al equipo de fútbol Rayo Vallecano. Aquello a él le gustaba mucho, la música para él era lo máximo, comenzaron a tocar, y en 1994 sacaron su primer disco, Ska-P, en donde comenzaron a tocar canciones con temas que caracterizarían al grupo por los demás años. Las letras de sus canciones tratan generalmente de problemas sociales, como la desigualdad, la antiglobalización, el racismo, etc. Además, deja un mensaje a favor de la libertad, no exento de polémica.
Durante el "Parón Indefinido", se dedicó en exclusiva a trabajar con No-Relax, grupo que había fundado en el año 2003 junto con Micky, excantante del grupo italiano B.d.P. Tras la vuelta de Ska-p en 2010 sigue tocando con ellos y también produciendo diversas bandas.
En 2015 entró como miembro de Lendakaris Muertos con el cual en 2016 ha sacado un disco Cicatriz en la Matrix y están de gira por España.
En 2024 lanzó el chupinazo de fiestas de su Larraga natal.